# Josefa Kellner
Josefa Kellner (Viena, Imperi Austrohongarès, 12 de març de 1891 – ?) va ser una nedadora austríaca que va competir a començaments del segle xx.
El 1912 va prendre part en els Jocs Olímpics d'Estocolm, on va disputar els 100 metres lliures del programa de natació. Fou eliminada en quarts de final en finalitzar quarta de la seva sèrie.